# 福利冰川 (彭內爾海岸)
福利冰川（英語：Fowlie Glacier），是南極洲的冰川，位於維多利亞地的彭內爾海岸，處於阿德默勒爾蒂山脈地區，全長24公里，現時由南極條約體系管理。